# Reza Dehghan
Reza Dehghan (sinh ngày 1 tháng 7 năm 1997) là một cầu thủ bóng đá người Iran thi đấu ở vị trí tiền vệ for the câu lạc bộ tại Persian Gulf Pro League Foolad.